# Heißesheim
Heißesheim ist ein Gemeindeteil der Gemeinde Mertingen im Landkreis Donau-Ries (Regierungsbezirk Schwaben, Bayern).

## Geographie
Das Kirchdorf liegt auf einer Höhe von 403 m ü. NHN und hat 156 Einwohner (Stand April 2018).

## Geschichte

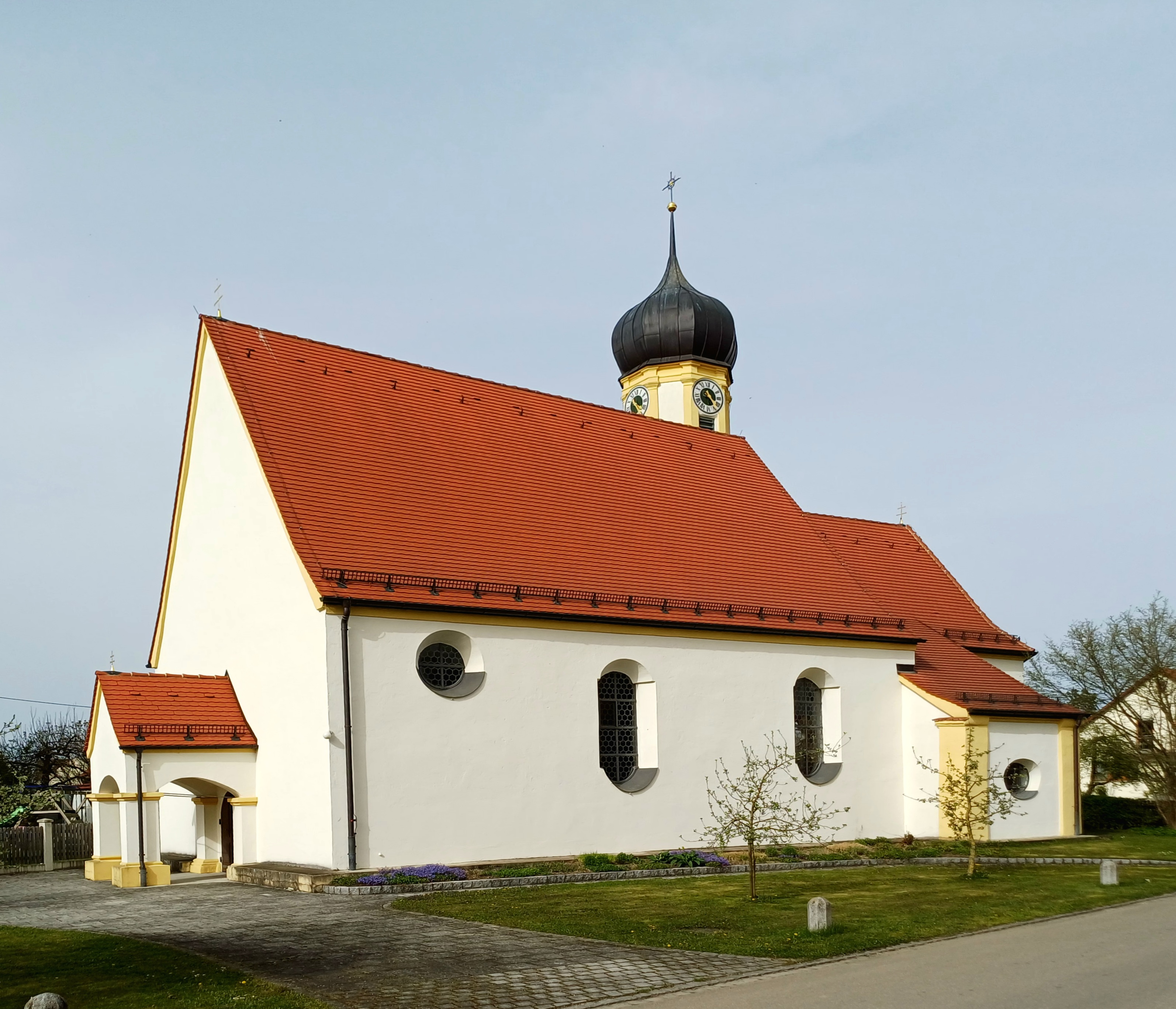
St. Margareta in Heißesheim

Heißesheim tauchte als „Heißishain“ oder „Häwsesshan“ erstmals zwischen 1023 und 1140 in Augsburger Urkunden auf und wurde um 1250 „Huesingesheim“ – Heim des Husing – genannt. Es unterstand als Hofmark dem Reich und war mit der Niederen Gerichtsbarkeit (bei Beleidigungen, Klagen und Vergehen) ausgestattet. Als Reichsgut gaben es die deutschen Könige an Ritter und Patrizier von Ulm und Augsburg zu Lehen. Die Dietenheimischen Grundherren errichteten 1491 eine Kapelle. Aus dieser Bauzeit dürfte die um 1480 entstandene spätgotische Kreuzigungsgruppe sowie die Holzfiguren des hl. Sebastian und der hl. Ottilie stammen. 1531 kam Donauwörth in den Besitz der Hofmark. Nach der Kirchenzerstörung im Dreißigjährigen Krieg ließ die Stadt 1680 den gotischen Vorgängerbau erweitern, wobei der gotische Chor samt Turmunterbau erhalten blieb. Bis gegen Ende des 18. Jahrhunderts galt das Gotteshaus als Kirche der Vierzehn Nothelfer, heute ist es der heiligen Margaretha gewidmet.
Im Jahre 1870 ließen sich in Heißesheim Mennoniten der Familie Herr/Hörr nieder, die aus dem Badischen kamen. Sie erwarben 400 Tagwerk Ackerland und Wiesen; auf ihrem großen Hofgut bewährten sie sich als tüchtige Landwirte. Bis heute besteht ihr Versammlungshaus (Adresse Am Hagen 1) sowie ein Friedhof gleich nebenan. Mittlerweile gehört die dort versammelte Gemeinde zu der Gemeinschaft evangelisch Taufgesinnter-Altmennoniten und ist stark geschrumpft. Ein Gemeindebesuch ist für Nichthineingeborene nicht frei möglich. Ein Großteil der Ortsbewohner kann noch immer seine Herkunft auf die drei Pächterfamilien zurückführen.
Seit Anfang des 18. Jahrhunderts gehört Heißesheim zur Steuergemeinde Mertingen.

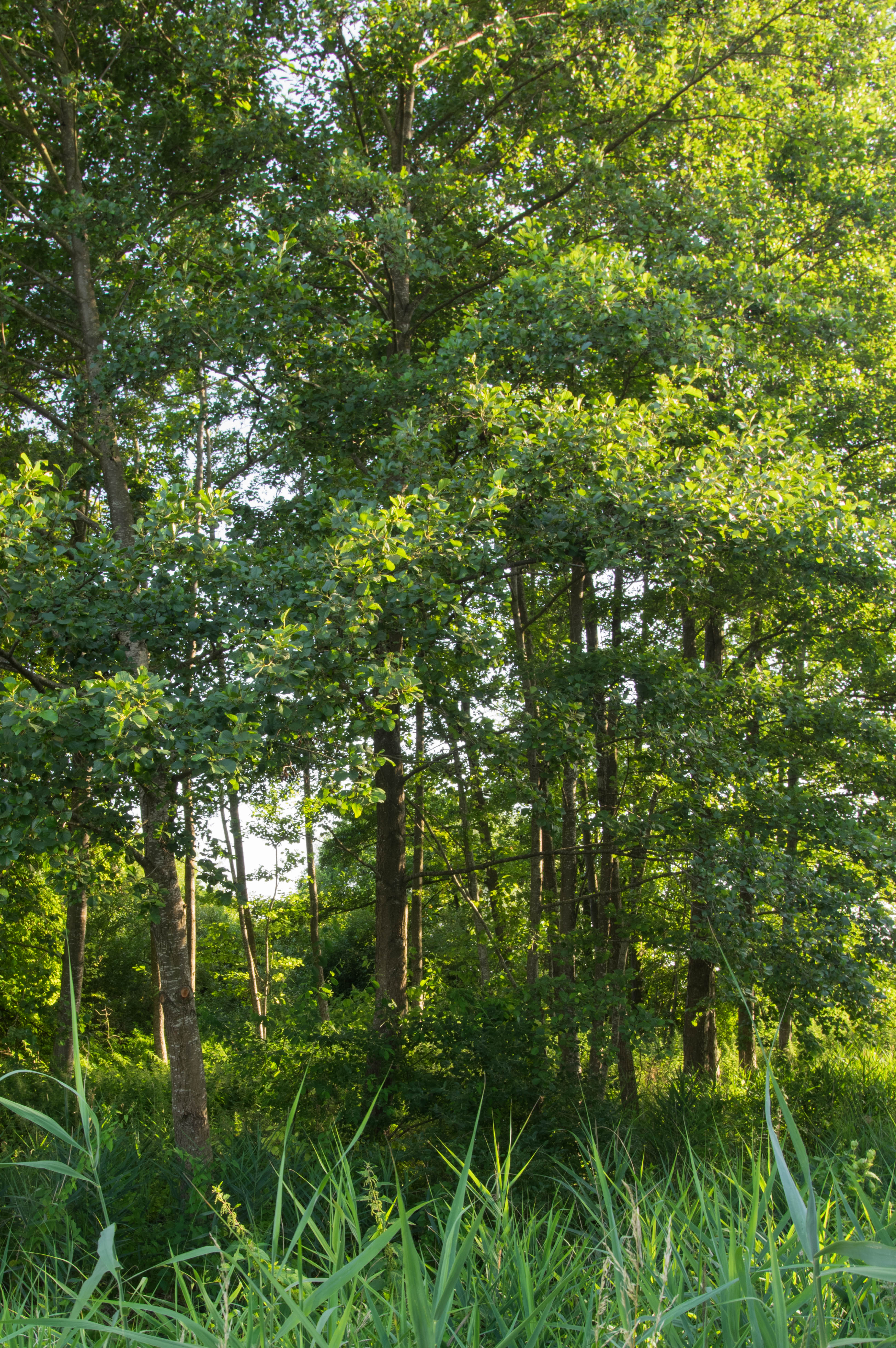
LSG Am Langweidlegraben

Östlich von Heißesheim liegt das Landschaftsschutzgebiet Am Langweidlegraben mit einer Fläche von 52,7 ha.

## Baudenkmäler
Siehe: Liste der Baudenkmäler in Heißesheim